# Dimicső
Dimicső (ukránul: Демечі [Demecsi]) falu Ukrajnában, Kárpátalján, az Ungvári járásban. 

## Fekvése
Dimicső Ungvártól 33 km-re terül el dél-délkeleti irányban.

## Története
A trianoni békét követően hozták létre a csehszlovák hatóságok a települést, hogy fellazítsák a helyi magyar közösséget a Tisza mentén. Valamikor a falu mocsaras vidék volt, és abban az időben Macska-révnek nevezték. A falu határában gyógyvízforrásra bukkantak, amelyre fürdőt építettek. 1938–44 között visszakerült Magyarországhoz.
1945-ben Szovjetunióhoz csatolták a települést. 1991 óta Ukrajnához tartozik. Az 1991 utáni időszakban a fürdő tönkrement. 2020-ig közigazgatásilag Kisdobronyhoz tartozott.

## Népesség
| 2001 | 396 |

A népesség anyanyelv szerinti megoszlása a teljes népesség %-ában (2001)